# Csapd le, csimpánz!
A Csapd le, csimpánz! (eredeti címe: MVP: Most Valuable Primate) egy 2000-es amerikai-kanadai vígjáték, amelyet Robert Vince rendezett. A produkció főszerepében Kevin Zegers és Jamie Renée Smith.
A film premierjét Kanadában 2000. augusztus 11-én, az Egyesült Államokban október 20-án mutatták be. Magyarországon a televízióban sugározta az RTL Klub és a Viasat 3.

## Cselekmény
Jack, a hároméves csimpánz egy jelbeszéddel kapcsolatos kísérlet alanya, amelyet Dr. Kendall végez a San Pueblo Egyetemen a kaliforniai San Diegóban. Dr. Kendall azonban elveszíti a kutatásának finanszírozását. Kendall elintézi, hogy Jack visszakerüljön eredeti otthonába, egy kaliforniai természetvédelmi területre, ám az ügylet lezárása előtt meghal, és Kendall főnöke, Dr. Peabody eladja Jacket a Tennessee-i Egyetemnek.
Eközben a Westover család épp most költözött a brit columbiai Nelsonba. Steven Westover a gimnáziumi jégkorongcsapatának első számú góllövője volt Kaliforniában, és csatlakozik a helyi junior B csapathoz, a Nuggetshez. Stevent meglepi azonban a játék erőszakossága és csapattársainak közönye az állandó vereségek miatt. Nővére, Tara, aki siket, nehezen barátkozik új iskolájában.
Eközben a San Pueblo egyik karbantartója elintézi, hogy Jack az eredeti terveknek megfelelően visszatérjen a természetvédelmi területre a Tennessee-i Egyetemről. Jack azonban elalszik a vonaton, és helyette Nelsonban köt ki. Jack Tara faházában talál menedéket. Tara megpróbálja elrejteni Jacket a szülei és Steven elől, de nem jár sikerrel. Steven hamarosan felfedezi, hogy Jacknek különös képességei vannak a jégkoronghoz, és Jack csatlakozik a Nuggetshez, miután az edző meggyőzi a liga tulajdonosait, hogy egy csimpánzjátékos hatalmas növekedést hozna a jegyeladásokban. Jack azonnal sikereket hoz a Nuggetsnek a jégen, és segít Tarának abban is, hogy közelebb kerüljön az osztálytársaihoz.
A Nuggets végül B junior bajnok lesz, és bejut a Vancouverben megrendezésre kerülő Harvest Cup döntőjébe. A meccs alatt Peabody megjelenik az arénában, abban a reményben, hogy el tudja venni Jacket a csapattól. Tara rájön Peabody tervére, és figyelmezteti Stevent és a csapatot. Steven a második szünetben elviszi Jacket az arénából, és hazaküldi a természetvédelmi területre. Tara felveszi Jack felszerelését és mezét, és végül ő lövi a győztes gólt.

## Szereplők
| Szerep          | Színész           | Magyar hangja  |
| --------------- | ----------------- | -------------- |
| Darren          | Russell Ferrier   | Juhász György  |
| Dr. Kendall     | Lomax Study       | Kardos Gábor   |
| Steven Westover | Kevin Zegers      | Molnár Levente |
| Tara Westover   | Jamie Renée Smith | Csuha Borbála  |
| Jane            | Alexa Fox         | n.a            |
| Julie Beston    | Jane Sowerby      | n.a            |
| Susie Westover  | Ingrid Tesch      | Antal Olga     |
| Mark Westover   | Philip Granger    | Megyeri János  |
| Marlowe edző    | Rick Ducommun     | Papp János     |
| Dr. Peabody     | Oliver Muirhead   | Fazekas István |

## Fogadtatás
A film vegyes értékelést kapott. A Rotten Tomatoeson 40%-os minősítést ért el 5 vélemény alapján. A MetaCritic 43 pontot adott a 100-ból 7 értékelés szerint. V. A. Musetto a New York Posttól azt írta: „Még a szülők is jól szórakozhatnak.” Lawrence Van Gelder a The New York Timestól azt írta: „Az ifjúsági filmnézők és családok, akik egy több mint kétszer elmesélt történetet keresnek a kitartás jutalmáról, az állatok erényeiről és a fogyatékkal élők elfogadásáról, a Csapd le, csimpánz! esélyes választás.” A Chicago Tribune azt írta: „[A film] az érzelgősség és a nyilvánvalóság unalmas, amatőr keveréke.”
A Csapd le, csimpánz! 1,2 millió dolláros bevételt ért el, a költségvetésről nincs adat.